# Kvázirészecske
A fizikában a kvázirészecskék és a kollektív gerjesztések szorosan összefüggő jelenségek, amelyek akkor keletkeznek, amikor egy mikroszkopikusan bonyolult rendszer, például szilárdtest úgy viselkedik, mintha vákuumban különböző gyengén kölcsönható részecskéket tartalmazna.
Például, amikor egy elektron áthalad egy félvezetőn, mozgását összetett módon megzavarja más elektronokkal és atommagokkal való kölcsönhatása. Az elektron úgy viselkedik, mintha nagyobb effektív tömeggel rendelkezne, de zavartalanul haladna vákuumban. Az ilyen elektront elektron-kvázirészecskének nevezzük. Egy másik példában az elektronok aggregált mozgása egy félvezető vegyértéksávjában vagy egy fém lyuksávjában úgy viselkedik, mintha az anyag ehelyett pozitív töltésű kvázirészecskéket, úgynevezett elektronlyukakat tartalmazna. Egyéb kvázirészecskék vagy kollektív gerjesztések közé tartozik a fonon, egy szilárd testben lévő atomok rezgéseiből származó kvázirészecske, valamint a plazmon, a plazmaoszcillációt leíró részecske.
Ezeket a jelenségeket általában kvázirészecskéknek nevezik, ha fermionokhoz hasonlítanak, és kollektív gerjesztésnek, ha bozonokhoz, bár ez nem általánosan elfogadott definíció.
A kvázirészecske-koncepció fontos a kondenzált anyagok fizikájában, mert leegyszerűsítheti a kvantummechanika soktest-problémáját. A kvázirészecskék elméletét Lev Landau szovjet fizikus indította el az 1930-as években.
A szilárdtestek csak háromféle részecskét tartalmaznak: elektronokat, protonokat és neutronokat. A kvázirészecskéknek nincs közük egyikhez sem; ehelyett mindegyik egy felbukkanó jelenség, amely a szilárd test belsejében fordul elő. Ezért, bár lehetséges, hogy egyetlen részecske (elektron, proton vagy neutron) lebeg a térben, egy kvázirészecske csak kölcsönhatásban lévő sokrészecskés rendszerekben (elsősorban szilárd anyagokban) létezhet.

### Bevezetés
Egy szilárdtestben a mozgás rendkívül bonyolult: minden elektront és protont (a Coulomb-törvény szerint) a szilárdtestben lévő összes többi elektron és proton mozgása befolyásol (amelyek maguk is mozgásban lehetnek). Ezek a kölcsönhatások nagyon megnehezítik a szilárdtestek viselkedésének előrejelzését és megértését. Például egy alig látható (0,1 mm-es) homokszem körülbelül 1017 atommagot és 1018 elektront tartalmaz. Ezek mindegyike kölcsönhatásban áll mindegyik másikkal a Coulomb-törvény szerint. Elvileg a Schrödinger-egyenlet pontosan megjósolja, hogy ez a rendszer hogyan fog viselkedni, de a Schrödinger-egyenlet ebben az esetben egy parciális differenciálegyenlet egy 3×10 18 dimenziós vektortéren – minden részecske minden koordinátájához egy dimenzió. Egy ilyen egyenlet közvetlen és egyértelmű megoldása a gyakorlatban lehetetlen. A parciális differenciálegyenletek megoldása kétdimenziós téren jellemzően sokkal nehezebb, mint egy egydimenziós téren; a differenciálegyenlet megoldása háromdimenziós téren még nehezebb; így megoldása 3×10 18-dimenziós téren a jelenlegi módszerekkel teljesen lehetetlen. Viszont egy kölcsönhatásban nem lévő klasszikus részecske mozgása viszonylag egyszerű; állandó sebességgel egyenes vonalban mozog. Ez a kvázirészecskék alkalmazásának motivációja: a valós részecskék bonyolult mozgása szilárdtestben matematikailag átalakítható az elképzelt kvázirészecskék sokkal egyszerűbb mozgásává, amelyek inkább nem-kölcsönható részecskékként viselkednek.
Az egyik leegyszerűsítő tényező, hogy a rendszer egészének, mint minden kvantumrendszernek, van alapállapota és vannak különféle gerjesztett állapotai, amelyek energiája egyre többel van az alapállapot felett. Sok összefüggésben csak az „alacsonyan fekvő‟ gerjesztett állapotok relevánsak, amelyek energiája ésszerűen közel van az alapállapothoz. Ez a Boltzmann-eloszlás miatt következik be, ami azt jelenti: nem valószínű, hogy nagyon nagy hőingadozások fordulnak elő bármely adott hőmérsékleten.
A kvázirészecskék és a kollektív gerjesztések az alacsonyan fekvő gerjesztett állapotok egyik fajtája. Például egy abszolút nulla fokon lévő kristály alapállapotban van, de ha egy fonont adunk a kristályhoz, akkor a kristály gerjesztett állapotba kerül. Az egyetlen fonont elemi gerjesztésnek nevezzük. Általánosabban fogalmazva, az alacsonyan fekvő gerjesztett állapotok tetszőleges számú elemi gerjesztést tartalmazhatnak (például sok fonont, más kvázirészecskékkel és kollektív gerjesztésekkel együtt).

### A kvázirészecskék és a kollektív gerjesztések közötti különbség
Általában az objektumot „kvázirészecskének‟ nevezik, ha fermionhoz hasonlít, és „kollektív gerjesztésnek‟, ha bozonhoz, azonban nincs általánosan elfogadott megkülönböztetés.
Különbség van abban, ahogyan a kvázirészecskéket és a kollektív gerjesztéseket elképzelik. A kvázirészecskék alatt általában környezet által befolyásolt viselkedésű valós részecskéket értenek. Szabványos példa az "elektron-kvázirészecske": a szilárdtestben lévő elektron úgy viselkedik, mintha a valódi tömegétől eltérő effektív tömege lenne. Másrészt a kollektív gerjesztéseket általában a rendszer összesített viselkedésének leírásaként képzelik el. Egy szabványos példa a fonon, amely a kristály minden atomjának rezgésmozgását jellemzi.
Ez a két vizualizáció azonban hagy némi kétértelműséget. Például a ferromágnesek leírására használt magnon két tökéletesen egyenértékű mód egyikével tekinthető: (a) mozgékony torzulásnak (rosszul irányított spin) a mágneses momentumok tökéletes összehangolásában vagy (b) egy kollektív spinhullám-kvantumnak. amely sok pörgésprecesszióval jár. Az első esetben a magnont kvázirészecskeként, a második esetben kollektív gerjesztésként képzelik el. Mindazonáltal (a) és (b) is egyenértékű és helyes leírás. Amint ez a példa mutatja, a kvázirészecske és a kollektív gerjesztés közötti intuitív megkülönböztetés nem különösebben fontos vagy alapvető.
A kvázirészecskék kollektív természetéből adódó problémák a tudományfilozófián belül is szóba kerültek, nevezetesen a kvázirészecskék azonossági feltételeivel kapcsolatban, és hogy „valósnak” kell-e tekinteni őket például az entitásrealizmus mércéi szerint.

### Gyakoribb példák
- Szilárdtestekben az elektron-kvázirészecske egy elektron, amelyre a szilárd anyagban lévő egyéb erők és kölcsönhatások hatással vannak. Az elektronkvázirészecske töltése és spinje megegyezik a „normális‟ elektronéval, és a normál elektronokhoz hasonlóan fermion. A tömege azonban lényegesen eltérhet a normál elektron tömegétől.[1]
- Az elektronlyuk egy kvázirészecske, amely egy elektronhiányból áll; leggyakrabban félvezetők vegyértéksávjában előforduló elektronhiányos részekre használják.[1] A lyuk töltése ellentétes az elektronéval.
- A fonon egy merev kristályszerkezetben lévő atomok rezgésével kapcsolatos kollektív gerjesztés. Ez a hanghullám kvantuma.